# 索尼·拉欧·坦希
索尼·拉欧·坦希（1947年7月5日 - 1995年6月14日）是一位刚果民主共和國小说家、短篇小说作家、剧作家和法语诗人。 後來他在刚果共和国布拉柴维尔经营戏剧公司。坦希後來感染了艾滋病病毒，並最終因此去世。